# Le Quotidien (journal lévisien)
Pour les articles homonymes, voir Le Quotidien.
Ne doit pas être confondu avec Le Quotidien (Saguenay).
Le Quotidien est un périodique de Lévis, au Québec, qui a été publié de 1879 à 1937. D'abord d'allégeances conservatrices, ce périodique est ensuite devenu libéral.